# کونکوئیسه
کونکوئیسه شهری در شهرستان کومبیسیری در استان بازگا در بورکینافاسوی مرکزی است و جمعیت آن ۲۸۶ نفر است.